# USS Worden (DD-352)
USS Worden (DD-352) là một tàu khu trục lớp Farragut được Hải quân Hoa Kỳ chế tạo vào giai đoạn giữa hai cuộc thế chiến. Nó là chiếc tàu chiến thứ ba của Hải quân Hoa Kỳ được đặt tên theo Chuẩn đô đốc John Lorimer Worden (1818-1897), người tham gia cuộc Nội chiến Hoa Kỳ. Worden đã có mặt tại Trân Châu Cảng vào lúc diễn ra cuộc tấn công Trân Châu Cảng châm ngòi chiến tranh tại Thái Bình Dương, và đã phục vụ cho đến khi bị đắm do va phải đá ngầm lúc đang hoạt động ở quần đảo Aleut vào năm 1943. Nó được tặng thưởng 4 Ngôi sao Chiến trận do thành tích phục vụ trong Chiến tranh Thế giới thứ hai.

## Thiết kế và chế tạo
Worden được đặt lườn vào ngày 29 tháng 12 năm 1932 tại Xưởng hải quân Puget Sound. Nó được hạ thủy vào ngày 27 tháng 10 năm 1934, được đỡ đầu bởi bà Katrina L. Halligan, phu nhân Chuẩn đô đốc John Halligan, Jr. Tư lệnh Không lực Lực lượng Chiến trận; và được đưa ra hoạt động vào ngày 15 tháng 1 năm 1935 dưới quyền chỉ huy của Hạm trưởng, Trung tá Hải quân Robert E. Kerr.

## Lịch sử hoạt động

### Trước chiến tranh
Sau khi hoàn tất việc trang bị, Worden rời Puget Sound vào ngày 1 tháng 4 năm 1935 cho chuyến đi chạy thử máy, thoạt tiên đưa nó đến San Diego, California, rồi dọc theo bờ biển Nam California và Mexico đến Puerto San José, Guatemala và Puntarenas, Costa Rica. Chiếc tàu khu trục mới sau đó băng qua kênh đào Panama vào ngày 6 tháng 5, rồi đi lên phía Bắc đến Washington, D.C., nơi mà vào ngày 17 tháng 5, nó đón lên tàu Chuẩn đô đốc Joseph K. Taussig, Trợ lý Trưởng phòng Tác chiến Hải quân cùng một phái đoàn của Quốc hội cho một chuyến đi dọc theo sông Potomac đến Mount Vernon.
Worden sau đó quay trở lại Xưởng hải quân Washington nơi các khẩu pháo của nó được tháo dỡ để cải biến. Nó khởi hành vào ngày 21 tháng 5, đi về phía Nam để đến Xưởng hải quân Norfolk. Trong những tuần lễ tiếp theo, nó được sửa chữa, chạy thử máy ngoài khơi Rockland, Maine, và hoàn tất vào đầu mùa Hè. Nó rời xưởng tàu vào ngày 1 tháng 7, ghé qua New Bedford, Massachusetts trước khi lên đường đi sang vùng bờ Tây. Sau khi đi ngang qua vịnh Guantánamo, Cuba và kênh đào Panama, nó đi đến Xưởng hải quân Puget Sound vào ngày 3 tháng 8.
Sau một đợt tái trang bị, Worden đi về phía Nam đến San Diego, đến cảng này vào ngày 19 tháng 9, và bắt đầu một lượt hoạt động kéo dài bốn năm từ đây trong thành phần Hải đội Khu trục thuộc Lực lượng Tuần tiễu. Nó đảm nhiệm vai trò tàu huấn luyện cho Trường Thủy âm Hạm đội tại San Diego, và tiến hành các cuộc huấn luyện chiến thuật thường lệ ở vùng biển tại chỗ cũng như các cuộc cơ động vốn đưa nó đến tận Seward, Alaska phía Bắc và Callao, Peru phía Nam. Nó cũng tham gia các cuộc tập trận Vấn đề Hạm đội hàng năm và tập trận chiến thuật phối hợp các lực lượng của Hạm đội Hoa Kỳ tại vùng biển Caribe và quần đảo Hawaii. Một hoạt động nổi bật của nó trong giai đoạn này diễn ra vào mùa Thu năm 1937. Vào giữa tháng 9, nó cùng tàu chị em Hull (DD-350) đã hộ tống cho tàu sân bay Ranger (CV-4) đi đến Callao, Peru, một chuyến viếng thăm trùng hợp với Hội nghị Kỹ thuật Hàng không Liên Mỹ tại Lima. Trong khi Ranger quay trở về nhà độc lập sau chuyến viếng thăm, các tàu khu trục ghé qua Balboa, Panama trước khi quay trở về San Diego.
Việc Chiến tranh Thế giới thứ hai nổ ra tại Châu Âu vào ngày 1 tháng 9 năm 1939 đã làm đảo lộn các hoạt động thường lệ của chiếc tàu khu trục tại San Diego. Năm ngày sau khi xung đột bắt đầu do việc Đức Quốc xã tấn công Ba Lan, Hải quân thực hiện nhiệm vụ Tuần tra Trung lập từ ngày 6 tháng 9. Vào ngày 22 tháng 9, Trưởng phòng Tác chiến Hải quân chỉ thị cho Tổng tư lệnh Hạm đội Hoa Kỳ bố trí tạm thời đến vùng biển Hawaii hai đội tàu tuần dương hạng nặng, một soái hạm khu trục (tương đương một tàu tuần dương hạng nhẹ), hai hải đội tàu khu trục, một tàu tiếp liệu khu trục, một tàu sân bay cùng các lực lượng hỗ trợ cần thiết cho các đơn vị này. Sự điều động lực lượng này đánh dấu việc thành lập Phân đội Hawaii, tiền thân của việc bố trí hạm đội tại Trân Châu Cảng.
Worden được phối thuộc vào lực lượng mới này, đặt dưới quyền chỉ huy của Phó đô đốc Adolphus Andrews vốn đặt cờ hiệu của mình trên chiếc tàu tuần dương hạng nặng Indianapolis (CA-35). Vào ngày 5 tháng 10 năm 1939, nó lên đường đi Trân Châu Cảng, và hoạt động chủ yếu tại vùng biển Hawaii trong hai năm tiếp theo, xen kẻ thời gian tại Trân Châu Cảng với những đợt bảo trì định kỳ tại vùng bờ Tây. Sau khi hoàn tất cuộc tập trận Vấn đề Hạm đội XXI vào mùa Xuân năm 1940, toàn bộ hạm đội được cho đặt căn cứ tại vùng biển Hawaii.

### Thế Chiến II

#### 1941
Khi Hải quân Đế quốc Nhật Bản tấn công Trân Châu Cảng vào sáng ngày 7 tháng 12 năm 1941, Worden đang neo đậu cạnh chiếc tàu tiếp liệu khu trục Dobbin (AD-3) để được bảo trì. Nó không bị hư hại, và khẩu đội súng máy Browning.50-caliber của hạ sĩ Raymond H. Brubaker đã bắn rơi một máy bay ném bom tấn công. Trong vòng hai giờ kể từ khi bắt đầu cuộc tấn công, chiếc tàu khu trục lên đường tiến ra biển khơi. Mặc dù trong kế hoạch tấn công ban đầu, các tàu ngầm Nhật dự định sẽ tấn công các tàu chiến Mỹ khi chúng thoát ra khỏi Trân Châu Cảng, dự tính đó của chúng thất bại. Dù sao, nguy cơ của tàu ngầm đối phương vẫn hiện hữu. Worden bắt được tín hiệu tàu ngầm đối phương lúc 12 giờ 40, trên ba giờ sau khi đợt không kích cuối cùng chấm dứt, và đã thả bảy quả mìn sâu tấn công.
Xế trưa hôm đó, Worden gia nhập một lực lượng đặc nhiệm tập hợp chung quanh tàu tuần dương hạng nhẹ Detroit (CL-8), soái hạm của Chuẩn đô đốc Milo Draemel. Truy tìm trên biển về phía Tây Nam đảo Oahu, chiếc tàu khu trục gặp gỡ chiếc tàu chở dầu hạm đội Neosho (AO-23), và đã hộ tống nó đến gặp gỡ Lực lượng Đặc nhiệm 11 dưới quyền đô đốc Aubrey W. Fitch được hình thành chung quanh tàu sân bay Lexington (CV-2).
Trong khi Neosho tiếp nhiên liệu cho các con tàu thuộc Lực lượng Đặc nhiệm 11 vào sáng ngày 11 tháng 12, Worden chiếm lấy vị trí canh phòng trước mũi Lexington, và vào đêm hôm sau đã hộ tống Neosho đi khỏi vùng nguy hiểm sau khi tàu chị em Dewey (DD-349) phát hiện cái giống như một tàu ngầm đối phương trên mặt biển và đã tấn công. Sau khi đưa Neosho về đến Trân Châu Cảng an toàn, Worden quay trở ra khơi vào ngày 14 tháng 12 trong thành phần hộ tống cho lực lượng di chuyển về hướng đảo Wake. Tuy nhiên, lực lượng viễn chinh giải cứu Wake được gọi quay trở lại vào sáng ngày 22 tháng 12, và đảo này thất thủ hai ngày trước lễ Giáng Sinh.

#### 1942
Worden quay trở lại hoạt động tuần tra và hộ tống tại khu vực quần đảo Hawaii, và đang khi hoạt động cùng lực lượng đặc nhiệm Lexington đã hai lần tấn công bằng mìn sâu vào những tiếp xúc nghi ngờ tàu ngầm đối phương ngoài khơi Oahu, một lần vào ngày 16 tháng 1 năm 1942 và một lần nữa sáu ngày sau đó. Được cho tách khỏi Lực lượng Đặc nhiệm 11 vào ngày 31 tháng 1, nó rời Trân Châu Cảng vào ngày 5 tháng 2 để hộ tống tàu tiếp liệu thủy phi cơ Curtiss (AV-4) và tàu chở dầu hạm đội Platte (AO-24) đi ngang qua Samoa và quần đảo Fiji, đến New Caledonia, và đi đến Nouméa vào ngày 21 tháng 2. Ba ngày sau, khi chiếc tàu buôn SS Snark trúng phải một quả mìn tại eo biển Bulari, nó đã đi đến để trợ giúp, kéo con tàu đang chìm ra khỏi luồng vào cảng. Đội y tế của chiếc tàu khu trục đã cứu chữa cho sáu người bị thương, và đưa những người sống sót trở lại cảng an toàn.
Rời Nouméa vào ngày 7 tháng 3, Worden cùng với Curtiss lên đường đi Trân Châu Cảng, đến nơi vào ngày 19 tháng 3. Nó vào xưởng tàu ngay ngày hôm đó, và sau khi hoàn tất việc sửa chữa lại gia nhập Lực lượng Đặc nhiệm 11 vào ngày 14 tháng 4. Nó lại ra khơi vào ngày 15 tháng 4, cùng với lực lượng đặc nhiệm của Lexington đi đến một khu vực gặp gỡ về phía Tây Nam quần đảo New Hebrides, nơi vào ngày 1 tháng 5 chúng gia nhập Lực lượng Đặc nhiệm 17 dưới quyền Chuẩn đô đốc Frank Jack Fletcher, được xây dựng chung quanh tàu sân bay Yorktown (CV-5). Vào ngày 2 tháng 5, sau khi cả hai lực lượng tàu sân bay được tiếp nhiên liệu, được cho tách ra để hộ tống tàu chở dầu hạm đội Tippecanoe (AO-21) đi Nouméa. Đang khi vắng mặt nó, lực lượng Hoa Kỳ đụng độ đối phương trong Trận chiến biển Coral.
Vào ngày 12 tháng 5, hai ngày sau khi đi đến Nouméa, Worden gặp gỡ lại các tàu tuần dương và khu trục thuộc lực lượng đặc nhiệm Lexington trước đây trong cảng; "Lady Lex" bị mất trong trận chiến do các vụ nổ và đám cháy không thể kiểm soát được. Trong thành phần đội này, nó lên đường vào ngày 13 tháng 5, và vào ngày hôm sau đã gặp gỡ Lực lượng Đặc nhiệm 16 ngoài khơi Efate thuộc New Hebrides. Hình thành chung quanh các tàu sân bay Enterprise (CV-6) và Hornet (CV-8), lực lượng này được đặt dưới quyền Phó Đô đốc William F. Halsey.
Lực lượng Đặc nhiệm 16 về đến Trân Châu Cảng vào ngày 26 tháng 5, và Worden lên đường vào ngày 28 tháng 5 cùng với đơn vị này, giờ đây đặt dưới quyền Chuẩn đô đốc Raymond A. Spruance là người thay phiên cho Halsey. Sau đó Lực lượng Đặc nhiệm 17, hình thành chung quanh chiếc Yorktown vừa được vội vã sửa chữa và tiếp liệu, gặp gỡ lực lượng của Spruance về phía Bắc Midway. Worden đã hộ tống cho Enterprise và Hornet trong suốt trận Midway từ ngày 4 đến ngày 6 tháng 6 năm 1942, rồi quay trở về Trân Châu Cảng vào ngày 13 tháng 6 để rồi nhanh chóng được bố trí về Lực lượng Đặc nhiệm 11 vừa được thành lập lại, hình thành chung quanh chiếc tàu sân bay Saratoga (CV-3) mới được sửa chữa. Nó hộ tống cho Saratoga đi đến Midway, để tăng cường các liên đội không lực Lục quân và Thủy quân Lục chiến phòng thủ đảo này, trước khi quay trở về quần đảo Hawaii để huấn luyện.
Vào ngày 9 tháng 7, Worden hướng về khu vực Nam Thái Bình Dương cùng lực lượng đặc nhiệm Saratoga, nhưng được cho tạm thời tách ra vào ngày 21 tháng 7 để hộ tống tàu chở dầu hạm đội Platte đi Nouméa, đi đến cảng này bốn ngày sau đó. Trong khi Platte chất dỡ hàng tiếp liệu cần thiết để tiếp tế lực lượng đặc nhiệm tàu sân bay, chiếc tàu khu trục tuần tra ở lối ra vào cảng. Đến ngày 28 tháng 7, cả hai lên đường để gặp gỡ Saratoga. Trên đường đi trong đêm đầu tiên, Worden trông thấy tín hiệu ánh sảng trong bóng đêm; không lâu sau đó nó vớt lên tàu 36 người sống sót từ chiếc tàu vận chuyển Lục quân Tjinegara, vốn trúng ngư lôi phóng từ tàu ngầm Nhật I-169 vào ngày 25 tháng 7, và đắm ở vị trí khoảng 75 hải lý (139 km) về phía Tây Nam Nouméa.
Worden quay trở lại cùng lực lượng đặc nhiệm Saratoga về phía Nam quần đảo Fiji vào ngày hôm sau, khi chiếc tàu sân bay gia nhập cùng các tàu chuyển quân chở binh lính Thủy quân Lục chiến khởi hành từ Wellington, New Zealand, cho việc chiếm đóng quần đảo Solomon. Nó chỉ ở lại cùng chiếc tàu sân bay một thời gian ngắn, vì lại được cho tách ra để hộ tống tàu chở dầu hạm đội Cimarron (AO-22) đi Nouméa, nơi nó tiễn lên bờ những người sống sót của Tjinegara vào ngày 1 tháng 8. Nó gia nhập trở lại Lực lượng Đặc nhiệm 16 vào ngày 3 tháng 8, và vào lúc bình minh ngày 7 tháng 8 đã bảo vệ cho khi chiếc tàu sân bay tung ra cuộc không kích vào các vị trí quân Nhật tại Guadalcanal và Tulagi, chuẩn bị cho cuộc đổ bộ.
Trong hai tuần tiếp theo, Worden hoạt động cùng với Saratoga về phía Nam Solomons để bảo vệ tuyến đường hành hải tiếp tế và liên lạc dẫn đến Guadalcanal. Trong Trận chiến Đông Solomons, nó hộ tống cho chiếc tàu sân bay khi Saratoga cùng với Enterprise tung ra cuộc không kích đánh chìm tàu sân bay Nhật Ryūjō và làm hư hại chiếc tàu tiếp liệu thủy phi cơ Chitose. Tuy nhiên, không đầy một tuần lễ sau, Saratoga bị vô hiệu hóa do trúng ngư lôi phóng từ tàu ngầm Nhật I-26, buộc phải quay trở về lực địa Hoa Kỳ để sửa chữa.
Worden đã hộ tống cho Saratoga rút lui về Tongatapu thuộc quần đảo Tonga rồi tiếp tục đi về Trân Châu Cảng, đến nơi vào ngày 23 tháng 9. Năm ngày sau, nó lên đường cùng hai tàu khu trục khác để hộ tống cho các thiết giáp hạm Idaho (BB-42) và Pennsylvania (BB-38) đi sang vùng bờ Tây Hoa Kỳ. Nó về đến San Francisco, California vào ngày 4 tháng 10, để rồi lại cùng với tàu khu trục Gansevoort (DD-608) lên đường một tuần sau đó hộ tống cho Idaho đi đến Xưởng hải quân Puget Sound, đến nơi vào ngày 14 tháng 10. Worden nhanh chóng quay trở lại phía Nam đến San Francisco, nơi nó cùng tàu khu trục Dewey hộ tống cho thiết giáp hạm Nevada (BB-36) trong chuyến đi chạy thử máy sau đại tu ngoài khơi khu vực San Pedro-San Diego.

#### Bị mất

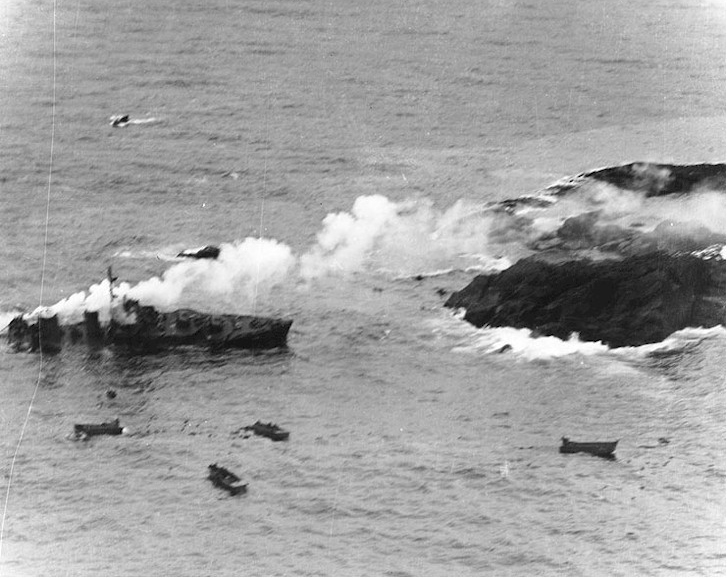
USS Worden bị bỏ lại sau khi vỡ lườn tàu bên dưới phòng động cơ, 12 tháng 1 năm 1943.

Vào ngày 27 tháng 12 năm 1942, Worden khởi hành từ San Francisco để hộ tống cho chiến dịch chiếm đóng đảo Amchitka thuộc quần đảo Aleut. Nó đi đến Dutch Harbor, Alaska vào ngày đầu năm mới 1943, và đến ngày 12 tháng 1 đã hộ tống cho chiếc tàu vận chuyển Arthur Middleton (AP-55) khi chiếc này đưa các đơn vị trinh sát tiền phương Lục quân lên bờ tại cảng Constantine trên đảo Amchitka. Chiếc tàu khu trục cơ động vào cảng cạnh các mép đá lởm chởm, ở lại cho đến khi người cuối cùng lên bờ, rồi bắt đầu rời cảng.
Tuy nhiên, một cơn gió mạnh đã đẩy Worden mắc cạn vào một mỏm đá, khiến làm rách lườn tàu bên dưới phòng động cơ và làm mất điện toàn bộ. Tàu chị em Dewey đã nối một sợi dây sang chiếc tàu bị hư hại và tìm cách kéo nó khỏi mắc cạn, nhưng dây cáp bị đứt và biển động mạnh lai đẩy Worden về phía vách đá. Con tàu bắt đầu bị vỡ khi Hạm trưởng, Trung tá Hải quân William G. Pogue, ra lệnh bỏ tàu; và trong khi chỉ đạo các nỗ lực đó, ông bị một cơn sóng lớn tràn qua tàu quét xuống biển. Pogue nằm trong số người may mắn được cứu thoát, khi ông được vớt lên từ dưới biển lúc bất tỉnh; mười bốn thành viên thủy thủ đoàn đã mất cùng con tàu. Worden là một tổn thất toàn bộ; khi tên nó được cho rút khỏi danh sách Đăng bạ Hải quân vào ngày 22 tháng 12 năm 1944.

## Phần thưởng
Worden được tặng thưởng bốn Ngôi sao Chiến trận do thành tích phục vụ trong Chiến tranh Thế giới thứ hai.